# 機本伸司
機本 伸司（きもと しんじ、1956年 -）は、兵庫県宝塚市出身のSF作家、映画監督。本名は木本伸司（読みは同じ）。
1979年に甲南大学理学部応用物理学科を卒業後、出版社の編集者となる。1990年に映像制作会社に移籍し、1993年よりフリーランスのPR映画ディレクターとなる。
2002年、『神様のパズル』で第3回小松左京賞を受賞した。

## 著作
- 神様のパズル（角川春樹事務所 、2002年）
- メシアの処方箋（角川春樹事務所 、2004年）
- 僕たちの終末（角川春樹事務所、2005年）
- スペースプローブ（早川書房、2007年）
- 神様のパラドックス（角川春樹事務所、2008年）
- パズルの軌跡 穂瑞沙羅華の課外活動（角川春樹事務所、2009年）
- 究極のドグマ 穂瑞沙羅華の課外活動（角川春樹事務所、2011年）
- 彼女の狂詩曲 穂瑞沙羅華の課外活動（角川春樹事務所、2013年）
- ぼくらの映画のつくりかた（東京創元社、2014年）
- 未来恐慌（祥伝社、2015年）
- 恋するタイムマシン 穂瑞沙羅華の課外活動（角川春樹事務所、2016年）
- 卒業のカノン 穂瑞沙羅華の課外活動（角川春樹事務所、2017年）
- LABS 先端脳科学研究所へようこそ（祥伝社、2018年）
- 戦渦の神宝 （角川春樹事務所、2019年）